# Wielęcin (powiat wyszkowski)
Wielęcin – wieś w Polsce położona w województwie mazowieckim, w powiecie wyszkowskim, w gminie Somianka. Ma status sołectwa.
| SIMC    | Nazwa    | Rodzaj    |
| ------- | -------- | --------- |
| 0520432 | Czworaki | część wsi |
| 0520449 | Henrysin | część wsi |

Mieszkańcy wyznania rzymskokatolickiego należą do parafii Narodzenia NMP w Popowie Kościelnym.
Prywatna wieś szlachecka Wielęcino położona była w drugiej połowie XVI wieku w powiecie kamienieckim ziemi nurskiej województwa mazowieckiego. W latach 1975–1998 miejscowość administracyjnie należała do województwa ostrołęckiego.